# کالو ارمیتس
کالو ارمیتس (استونیایی: Kalev Ermits؛ زادهٔ ۱۹ سپتامبر ۱۹۹۲) ورزشکار دوگانه و اسکی‌باز اسکی صحرانوردی اهل استونی است. وی در بازی‌های المپیک زمستانی ۲۰۱۴ و بازی‌های المپیک زمستانی ۲۰۱۸ شرکت کرده‌است.